# Kineziologija
Kineziologija dolazi od grčke riječi κίνησις (kretanje, pokret) i λόγος (zakonitost, znanost), pa prema tome etimološki kineziologija znači znanost o kretanju. 
Danas kineziologiju definiramo kao znanost koja proučava zakonitosti upravljanja procesom vježbanja i posljedice djelovanja tih procesa na ljudski organizam što svakako unapređuje zdravlje.
Kineziologiju zanima svaki onaj usmjereni proces vježbanja kojemu je cilj :
1. Unapređenje  zdravlja
2. Optimalan razvoj ljudskih osobina, sposobnosti i  motoričkih znanja te njihovo što duže zadržavanje na što višoj razini
3. sprečavanje preranog pada pojedinih  antropoloških karakteristika i motorički znanja
4. maksimalan razvoj osobina, sposobnosti i motoričkih znanja u agonološki (natjecateljski) usmjerenim kineziološkim aktivnostima.

Obuhvaća 4 različita područja, prema ciljevima i po metodama rada:
1. kineziološku rekreaciju - s temeljnim ciljevima usmjerenim na očuvanje zdravlja organizma, socijalizaciju, osmišljavanje slobodnog vremena, postizanja osjećaja zadovoljstva, a bez težnje dostizanja maksimalnih motoričkih postignuća, s posljedičnom natjecateljskom ili ekonomskom dobiti
2. kineziterapiju - dakle sustavnu terapiju tjelesnim vježbanjem s ciljem poboljšanja funkcioniranja dijela ili cjelokupnog organizma
3. kineziološku edukaciju - sustavno tjelesno vježbanje s ciljem sustavnog poticanja razvoja temeljnih motoričkih znanja i sposobnosti ("tjelesni odgooj" u školi)
4. sport- težnja dostizanja maksimalnih motoričkih dostignuća, s potencijalnom natjecateljskom i/ili gospodarskom dobiti.

Kineziološka psihologija tumači psihičke procese i različite oblike ponašanja djece, mladih i odraslih za vrijeme i nakon provođenja nekog od oblika tjelesne aktivnosti, tj. aktivnosti s kretanjem.